# Manami Konishi
Manami Konishi (jap. 小西 真奈美 Konishi Minami; ur. 27 października 1978 w Sendai (obecnie Satsumasendai)) – japońska aktorka, piosenkarka i modelka. Jako piosenkarka występowała również pod pseudonimem Kazue Fujiki (jap. 藤木 一恵 Fujiki Kazue).

## Życiorys
Konishi urodziła się 27 października 1978 roku w Sendai (obecnie Satsumasendai), w prefekturze Kagoshima. W 1998 roku zadebiutowała na deskach teatru w spektaklu „Netorare Sousuke”. Będąc członkiem trupy teatralnej, zaczęła pojawiać się w dramach, a w 2001 roku zadebiutowała w programie rozrywkowym „Cocoriko Miracle Type”, dzięki któremu zyskała ogromną popularność.
W 2003 roku za swój występ w filmie „List z gór” otrzymała nagrodę dla debiutanta roku podczas wręczania nagród Japońskiej Akademii Filmowej. Od tego czasu pojawiła się w wielu popularnych produkcjach, takich jak „Churasan”, a także zagrała główną rolę dramie stacji TBS „Kira Kira Kenshui”.
W 2006 roku Konishi pojawiła się w Japońskim horrorze „Kara” w reżyserii Kiyoshiego Kurosawy, który został zaprezentowany na 63. MFF w Wenecji.
19 marca 2008 roku zadebiutowała jako piosenkarka pod pseudonimem swej postaci filmowej Kazue Fujiki, z piosenką przewodnią „Sunny Day” do filmu „Sweet Rain”. Debiutancki singiel zadebiutował na 10. miejscu tygodniowego zestawienia singli Oricon.
W 2009 roku zagrała główną rolę w filmie „Nonchan Noriben”, za którą otrzymała nagrodę dla najlepszej aktorki na Festiwalu Filmowym w Jokohamie.
W 2014 roku otrzymała nagrodę dla najlepszej aktorki za główną rolę w filmie „Furiko” na Międzynarodowym Festiwalu Filmowym na Okinawie.
23 września 2017 roku zadebiutowała jako piosenkarka i autorka tekstów pod swoim prawdziwym nazwiskiem, wydając niezależny singel „I miss you”. 24 października 2018 roku został wydany jej pierwszy album „Here We Go”.
25 listopada 2020 roku ukazał się jej drugi album „Cure” pod szyldem Universal Music Japan.
W poście z lipca 2024 roku ogłosiła, że opuściła agencję Elements, w której działała przez przeszło 20 lat, stając się niezależną artystką.

## Filmografia

### Dramy
| Rok  | Tytuł                                                                                               | Rola               | Stacja telewizyjna | Uwagi                             |
| ---- | --------------------------------------------------------------------------------------------------- | ------------------ | ------------------ | --------------------------------- |
| 1999 | Alice's Adventures in Wonderland (コワイ童話「不思議の国のアリス」)                                 |                    | TBS                | Główna rola                       |
| 1999 | 3-nen B-gumi Kinpachi Sensei 5 (3年B組金八先生 第5シリーズ)                                         | Yumi Kanesue       | TBS                |                                   |
| 2000 | Fukaku Mogure (深く潜れ〜八犬伝2001〜)                                                              | Tomoko             | NHK                | Główna rola                       |
| 2001 | Shiroi Kage (白い影)                                                                                | Akiko Takagi       | TBS                |                                   |
| 2001 | Churasan (ちゅらさん)                                                                               | Haruka Nishinomiya | NHK                | Asadora                           |
| 2001 | Shin Hoshi no Kinka (新・星の金貨)                                                                  | Eri Aso            | NTV                |                                   |
| 2001 | Ashita Ga Arusa (明日があるさ)                                                                      | Chizuru Takagi     | NTV                | Odc. 4                            |
| 2001 | Antique (アンティーク 〜西洋骨董洋菓子店〜)                                                         | Itsuko Nakano      | Fuji TV            | Odc. 1 i 11                       |
| 2001 | Ao to Shiro de Mizuiro (青と白で水色)                                                               | Mizuho             | NTV                | Jednoodcinkowa drama              |
| 2002 | Hito ni Yasashiku (人にやさしく)                                                                    | Hanako             | Fuji TV            |                                   |
| 2002 | The Tower of Babel (バベル〜The Tower of Babel〜)                                                   | Kanako             | BS Fuji            |                                   |
| 2002 | Artificial Beauty (整形美人。)                                                                      | Fujishima          | Fuji TV            |                                   |
| 2002 | Searching for My Polestar (天体観測)                                                                | Yuri Ida           | Kansai TV          | Główna rola                       |
| 2003 | Sanma no Aji (秋刀魚の味)                                                                           | Yoko Sasaki        | Fuji TV            | Jednoodcinkowa drama              |
| 2003 | Hotman (ホットマン)                                                                                 | Shima              | TBS                |                                   |
| 2003 | Churasan 2 (ちゅらさん2)                                                                            | Haruka Nishinomiya | NHK                | Asadora                           |
| 2003 | Boku dake no Madonna (僕だけのマドンナ)                                                             | Rie Shimada        | Fuji TV            |                                   |
| 2003 | Bokura wa Minna Ikiteiru (ぼくらはみんな生きている)                                                 | Yuki               | TV Asahi           | Jednoodcinkowa drama              |
| 2003 | Unmei ga Mieru Te (運命が見える手)                                                                  | Karin              | TV Asahi           |                                   |
| 2004 | Fire Boys (FIRE BOYS 〜め組の大吾〜)                                                                | Shizuka            | Fuji TV            |                                   |
| 2004 | Renai Shousetsu (恋愛小説)                                                                          | Mizuki Sawai       | WOWOW              | Główna rola                       |
| 2004 | Hotman '04 Spring Special (HOTMAN ホットマン '04春スペシャル)                                       | Shima              | TBS                | Jednoodcinkowa drama              |
| 2004 | Churasan 3 (ちゅらさん3)                                                                            | Haruka Nishinomiya | NHK                | Asadora                           |
| 2004 | Orange Days (オレンジデイズ)                                                                        | Maho Takagi        | TBS                |                                   |
| 2005 | Yo nimo Kimyo na Monogatari: 2005 Spring Special (世にも奇妙な物語 2005 春の特別編「あなたの物語」) | Mami Ishikawa      | Fuji TV            | Główna rola, jednoodcinkowa drama |
| 2005 | Ruri's Island (瑠璃の島)                                                                            | Sanae              | NTV                |                                   |
| 2005 | Water Boys (Water Boys 2005夏)                                                                      | Kyoko Uehara       | Fuji TV            |                                   |
| 2006 | Children (CHiLDREN チルドレン)                                                                      | Miharu Aoki        | WOWOW              | Główna rola, jednoodcinkowa drama |
| 2007 | Akechi Mitsuhide: Kami ni ai sarenakatta otoko (明智光秀〜神に愛されなかった男〜)                   | Kōdai-in           | Fuji TV            | Jednoodcinkowa drama              |
| 2007 | Ruri no shima supesharu 2007: Hatsukoi (瑠璃の島スペシャル2007)                                     | Sanae              | NTV                | Jednoodcinkowa drama              |
| 2007 | Kira Kira Kenshui (きらきら研修医)                                                                  | Usako Oda          | TBS                | Główna rola                       |
| 2008 | Ashita no Kita Yoshio (あしたの、喜多善男〜世界一不運な男の、奇跡の11日間〜)                        | Mizuho             | Kansai TV          |                                   |
| 2008 | Pandora (パンドラ)                                                                                  | Sayoko             | WOWOW              |                                   |
| 2008 | Shoni Kyumei (小児救命)                                                                             | Sora Aoyama        | TV Asahi           | Główna rola                       |
| 2009 | Boos (ボス)                                                                                         | Nanami             | Fuji TV            | Odc. 8                            |
| 2009 | KOI☆AGE: Koisuru Ageha (KOI☆AGE〜恋するアゲハ〜)                                                    | Haruka             | BeeTV              | Główna rola, jednoodcinkowa drama |
| 2010 | Marks no Yama (マークスの山)                                                                        | Asami Negoro       | WOWOW              |                                   |
| 2011 | Sayonara Bokutachi no Youchien (さよならぼくたちのようちえん)                                       | Matka Kanny        | NTV                | Jednoodcinkowa drama              |
| 2011 | Team Batista 3: Ariadne no Dangan (チーム・バチスタ3 アリアドネの弾丸)                              | Sumire             | Fuji TV            |                                   |
| 2012 | Stepfather Step (ステップファザー・ステップ)                                                        | Reiko Nadao        | TBS                | Główna rola                       |
| 2014 | Kū Neru Futari Sumu Futari (喰う寝るふたり 住むふたり)                                              | Ritsuko Machida    | NHK                | Główna rola                       |
| 2014 | Testimony of N (Nのために)                                                                          | Naoko Noguchi      | TBS                |                                   |
| 2014 | Suteki na Sen Taxi (素敵な選TAXI)                                                                   | Kaori Urazawa      | Fuji TV            | Odc. 1                            |
| 2015 | Kuroha: Kisō no Josei Sōsakan (クロハ 〜機捜の女性捜査官〜)                                         | Ryo                | TV Asahi           | Jednoodcinkowa drama              |
| 2015 | Genius Detective Mitarai: Abstruse Case File (天才探偵ミタライ〜難解事件ファイル「傘を折る女」〜)   | Yukiko             | Fuji TV            | Jednoodcinkowa drama              |
| 2015 | Shi no Zōki (死の臓器)                                                                              | Yukari Amemiya     | WOWOW              |                                   |
| 2015 | Wife of a Kamikaze (妻と飛んだ特攻兵)                                                               | Kimiko Shigenaga   | TV Asahi           | Jednoodcinkowa drama              |
| 2015 | Bonkura 2 (ぼんくら2)                                                                               | Aoi                | NHK                |                                   |
| 2016 | Sumika Sumire (スミカスミレ 45歳若返った女)                                                         | Yukishiro          | TV Asahi           | Odc. 4                            |
| 2016 | Medical Team Lady da Vinci’s Diagnosis (メディカルチーム レディ・ダ・ヴィンチの診断)                | Mei Sanada         | Fuji TV            | Odc. 4                            |
| 2017 | Kūsō Taiga Drama Oda Nobuo (空想大河ドラマ 小田信夫)                                                | Oke                | NHK                |                                   |
| 2018 | Half Blue (半分、青い。)                                                                            | Keiko Kato         | NHK                | Asadora                           |
| 2019 | Zekkyou (連続ドラマW 絶叫)                                                                          | Ayano Okunuki      | WOWOW              |                                   |
| 2020 | Byouin no Naoshikata (病院の治しかた〜ドクター有原の挑戦〜)                                         | Shiho Arihara      | TV Tokyo           |                                   |
| 2021 | Company: Gyakuten no Swan (カンパニー〜逆転のスワン〜)                                              | Etsuko Aoyagi      | NHK                |                                   |
| 2021 | Not the Girl (じゃない方の彼女)                                                                     | Rei Kotani         | TV Tokyo           |                                   |
| 2022 | Hiru (ヒル)                                                                                         | Chika Suzuki       | WOWOW              |                                   |
| 2022 | Hiru 2 (ヒル2)                                                                                      | Chika Suzuki       | WOWOW              |                                   |

### Filmy
| Rok  | Tytuł                                                                        | Rola                      | Uwagi                             |
| ---- | ---------------------------------------------------------------------------- | ------------------------- | --------------------------------- |
| 2000 | Tales of the Unusual (世にも奇妙な物語 映画の特別編)                         |                           |                                   |
| 2001 | Chloe (クロエ)                                                               | Riko                      |                                   |
| 2002 | Utsutsu (うつつ)                                                             | Komiya                    |                                   |
| 2002 | List z gór (阿弥陀堂だより)                                                  | Sayuri                    |                                   |
| 2003 | Blue (ブルー)                                                                | Masami Endo               | Główna rola                       |
| 2003 | Bayside Shakedown 2 (踊る大捜査線 THE MOVIE 2 レインボーブリッジを封鎖せよ!) | Ritsuko Edo               |                                   |
| 2004 | Renai Shousetsu (恋愛小説)                                                   | Mizuki                    |                                   |
| 2004 | Steamboy (スチームボーイ)                                                    | Scarlett O’Hara St. Jones | Seiyū                             |
| 2005 | Jam Films: S (ジャム フィルムズエス)                                         | Reiko                     |                                   |
| 2005 | All About My Dog (いぬのえいが)                                              | Kaori                     |                                   |
| 2006 | Udon (うどん)                                                                | Kyoko Miyagawa            | Główna rola                       |
| 2006 | The Angel's Egg (天使の卵)                                                   | Haruki Godo               | Główna rola                       |
| 2006 | Children (CHiLDREN チルドレン)                                               | Miharu Aoki               |                                   |
| 2006 | A Moment to Remember (내 머리 속의 지우개)                                   | Su-jin                    | Dubbing, film południowokoreański |
| 2007 | Kara (叫)                                                                    | Harue                     |                                   |
| 2007 | Nyanko The Movie 2 (にゃんこ THE MOVIE 2)                                    |                           | Narrator                          |
| 2008 | Sweet Rain (Sweet Rain 死神の精度)                                           | Kazue Fujiki              | Główna rola                       |
| 2009 | Toro to Tabisuru The Movie (トロと旅するTHE MOVIE)                           | Manami Konishi            | We własnej osobie                 |
| 2009 | Nonchan Noriben (のんちゃんのり弁)                                           | Komaki Nagai              | Główna rola                       |
| 2010 | Saru Lock (猿ロック THE MOVIE)                                               | Mizuki Eiko               | Główna rola                       |
| 2010 | Surely Someday (シュアリー・サムデイ)                                        | Misa Hazuki               |                                   |
| 2010 | Strangers In The City (行きずりの街)                                         | Masako                    | Główna rola                       |
| 2010 | Partners: The Movie II (相棒 -劇場版II- 警視庁占拠! 特命係の一番長い夜)      | Keiko Asahina             |                                   |
| 2011 | Tokyo Park (東京公園)                                                        | Misaki Shida              |                                   |
| 2011 | Looking for a True Fiancee (指輪をはめたい)                                  | Chie Sumitomo             | Główna rola                       |
| 2012 | Soup: umare kawari no monogatari (スープ〜生まれ変わりの物語〜)              | Yumi Ayase                | Główna rola                       |
| 2014 | Fûja (風邪)                                                                  | Sakurako Ayukawa          | Główna rola                       |
| 2015 | Furiko (振り子)                                                              | Saki Hasegawa             | Główna rola                       |
| 2017 | Tomato no Shizuku (トマトのしずく)                                           | Sakura Taubakiyama        | Główna rola                       |
| 2018 | Midnight Bus (ミッドナイト・バス)                                            | Shiho Furui               |                                   |
| 2019 | Day and Night (デイアンドナイト)                                             | Tomoko                    |                                   |
| 2023 | Witch's Perfume (魔女の香水)                                                 | Shiho Furui               |                                   |
| 2025 | The Place before Daybreak (日の出を知らない街)                               | Matka Karin i Takumy      |                                   |

## Dyskografia

### Albumy
| #                             | Tytuł                     | Data wydania              | Oricon Najwyższa pozycja  | Uwagi                     | Przy.                     |
| Wydawca Speedstar Records     | Wydawca Speedstar Records | Wydawca Speedstar Records | Wydawca Speedstar Records | Wydawca Speedstar Records | Wydawca Speedstar Records |
| ----------------------------- | ------------------------- | ------------------------- | ------------------------- | ------------------------- | ------------------------- |
| 1                             | Here We Go                | 24 października 2018      | —                         | Album studyjny            | [ 12 ]                    |
| Wydawca Universal Music Japan |                           |                           |                           |                           |                           |
| 2                             | Cure                      | 25 listopada 2020         | —                         | Album studyjny            | [ 13 ]                    |

## Nagrody i nominacje
| Rok  | Ceremonia                                   | Kategoria              | Nominowany                         | Rezultat | Przy.  |
| ---- | ------------------------------------------- | ---------------------- | ---------------------------------- | -------- | ------ |
| 2002 | Kinema Junpo Best 10                        | Najlepsza Nowa Aktorka | List z gór, Utsutsu, Chloe         | Wygrana  | [ 6 ]  |
| 2002 | Nagrody Błękitnej Wstęgi                    | Najlepszy Debiut       | List z gór                         | Wygrana  | [ 6 ]  |
| 2003 | Nagrody Japońskiej Akademii Filmowej        | Debiut Roku            | List z gór                         | Wygrana  | [ 3 ]  |
| 2009 | Festiwal Filmowy w Jokohamie                | Najlepsza Aktorka      | Nonchan Noriben                    | Wygrana  | [ 14 ] |
| 2009 | Nagrody Filmowe Mainichi                    | Najlepsza Aktorka      | Nonchan Noriben                    | Wygrana  | [ 6 ]  |
| 2010 | Takasaki Film Festival                      | Najlepsza Aktorka      | Nonchan Noriben                    | Wygrana  | [ 15 ] |
| 2011 | Nagrody Filmowe TAMA                        | Najlepsza Aktorka      | Tokyo Park i Strangers In The City | Wygrana  | [ 16 ] |
| 2014 | Międzynarodowy Festiwal Filmowy na Okinawie | Najlepsza Aktorka      | Furiko                             | Wygrana  | [ 17 ] |